# ZTE Engage
De ZTE Engage is een smartphone van het Chinese bedrijf ZTE. Het toestel werd geïntroduceerd eind september 2012 en is exclusief verkrijgbaar bij de Amerikaanse telecomprovider Cricket Wireless.

## Buitenkant
De Engage wordt bediend door middel van een capacitief touchscreen. Dit scherm heeft een resolutie van 480 bij 800 pixels en heeft een schermdiagonaal van 4 inch. Onderaan het scherm zijn vier aanraakgevoelige knoppen te vinden: van links naar rechts de startknop, de menuknop, de terugknop en de zoekknop. Met 10,2 millimeter heeft de telefoon, in vergelijking tot andere smartphones, een normale dikte. Aan de achterkant zit een camera van 8 megapixel met flitser, terwijl aan de voorkant zich een camera voor videobellen bevindt.

## Binnenkant
De smartphone maakt gebruik van het besturingssysteem Google Android 4.0, ook wel Ice Cream Sandwich genoemd. Ook beschikt het toestel over "Muve Music", een muziekstreamingdienst vergelijkbaar met Spotify en Deezer. De telefoon beschikt over een 1,4 GHz singlecore-processor van Qualcomm. Het heeft een werkgeheugen van 1 GB en een opslaggeheugen wat uitgebreid kan worden via een microSD-kaart tot 32 GB. De telefoon heeft een 1900 mAh Li-ionbatterij.